# 松本歯科大学衛生学院
松本歯科大学衛生学院（まつもとしかだいがくえいせいがくいん）は、長野県塩尻市広丘郷原1780にある私立の専修学校。運営母体は、学校法人松本歯科大学。

## 沿革
- 1976年2月 - 厚生省により歯科衛生士養成所に指定される
- 1976年4月 - 歯科衛生士養成所を開所する
- 1977年4月 - 私立専修学校松本歯科大学衛生学院開校。歯科技工士科増設。厚生省により歯科技工士養成所に指定を受ける
- 1981年4月 - 歯科技工専修科増設
- 2006年3月 - 歯科技工士科閉科
- 2010年4月 - 歯科衛生士科が3年制課程に移行、学科名を歯科衛生士学科とする
- 2017年2月 - 職業実践専門課程の認定を受ける

## 設置目的
歯科衛生士に必要な知識と技術を教授するとともに、豊かな人格を養い、社会に貢献できる有能な人材を育成することを目的とする。

## 衛生学院長
- 笠原悦男

## 学科
- 歯科衛生士科

## 交通アクセス
- アルピコタクシーによる松本駅、塩尻駅、信州まつもと空港から主に平日に送迎バスが運行されている。

最寄の停留所
- 塩尻市地域振興バス（アルピコタクシー運行業務）
- 中心市街地循環バス：歯科大東、または歯科大南
- 広丘・吉田線：歯科大前